# Trypetesa lateralis
Trypetesa lateralis is een rankpootkreeftensoort uit de familie van de Trypetesidae. De wetenschappelijke naam van de soort is voor het eerst geldig gepubliceerd in 1953 door Tomlinson.